# Paralimnophila wilsoniana
Paralimnophila wilsoniana är en tvåvingeart som först beskrevs av Alexander 1943.  Paralimnophila wilsoniana ingår i släktet Paralimnophila och familjen småharkrankar. Inga underarter finns listade i Catalogue of Life.